# جرج‌تاون (لوئیزیانا)
جرج‌تاون (به انگلیسی: Georgetown) شهری در ایالت لوئیزیانا کشور ایالات متحده آمریکا است که جمعیت آن در سرشماری سال ۲۰۱۰ میلادی، ۳۲۷ نفر بوده‌است.